# Гвоздево (Ростовский район)
Гвоздево — село в Ростовском районе Ярославской области, расположено рядом с Семибратовым, чуть в стороне от федеральной трассы М8.

## История
В древности — вотчина князей Гвоздевых-Ростовских, принадлежавшая в XV веке их родоначальнику, князю Фёдору Дмитриевичу по прозвищу Гвоздь. К гвоздевскому приходу до XVIII века относилось и село Семибратово, расположенное на полпути до Приимкова, родовой вотчины родственных Гвоздевым князей Ростовских-Приимковых.
После князя Владимира Ивановича Бахтеярова (1627) царь Михаил Фёдорович передал вотчину своему родственнику Юрию Андреевичу Ситскому, жена которого, княгиня Фотинья Владимировна, продала её своему двоюродному брату Григорию Семёновичу Куракину (в 1669 году).
На протяжении всего XVIII века Гвоздево и Макарово входили в состав Кураковщины, а в 1837 году перешли во владение графини Елизаветы Николаевны Чернышёвой, жены военного министра.
Каменная пятиглавая церковь Богоявления построена в 1840 году на средства прихожан, в первую очередь Филиппа Демидова из ближайшей деревни Семёновское, при поддержке княгини Чернышёвой.

## Население
| 1859 | 1914 | 2007 | 2010 |
| ---- | ---- | ---- | ---- |
| 120  | ↗140 | ↘19  | ↘11  |

## Источник
- А. А. Титов. Ростовский уезд Ярославской губернии